# Carla Cardona
Carla Cardona (Cananea, 10 de maio de 1987) é uma atriz, cantora e modelo mexicana. Tornou-se conhecida por ser membro do grupo musical Camaleones.

## Filmografia
- Mi adorable maldición (2017) - Nadia del Valle
- Antes muerta que Lichita (2015/2016) - Martha Álamo
- Mentir para vivir (2013) - Melissa Escalante
- La mujer del vendaval (2012) - Damiana Hernández Cotilla de Castelló
- Por ella soy Eva (2012) - Amante de Juan Carlos Caballero
- La fuerza del destino (2011) - Berenice Escalante
- Camaleones (2009-2010) - Mercedes Márquez